# ミシオネス州
ミシオネス州（ミシオネスしゅう、IPA: [miˈsjones]）はアルゼンチン23州の内の1州である。国土の北東部、メソポタミア地方に位置する。北西にパラグアイと、北と東にブラジルと、南西にコリエンテス州と接している。州都はポサーダス。

## 歴史
元来この州にはグアラニー族の文化が溢れていた。最初のヨーロッパ人としてこの地を訪れたのは1527年12月にパラナ川を遡ってアピペ滝を発見した、セバスティアン・カボットであった。1541年にアルバル・ヌーニェス・カベサ・デ・バカがイグアスの滝に到達した。
17世紀にはイエズス会士がこの領域にやってきた。伝道団はこの地に一連のイエズス会伝道所を築き上げた。数年後には彼らが建設した伝道所の数は30を越えた。グアラニー族は既に農耕を覚えており、定住生活を採用した。
1814年にブエノスアイレス政権の長官だったヘルバシオ・ポサーダスは、ミシオネス州のアルゼンチン領（当時アルゼンチンは正式には独立していない準独立状態だったが）コリエンテス州に併合することを宣言した。しかし、アルゼンチンは諸国の権利主張により、実効支配を及ぼさなかったため、1830年にはコリエンテス州の軍隊がミシオネスを併合した。
1838年にはパラグアイが、ミシオネス州に住むインディヘナのグアラニー族は、パラグアイの主要な構成民族であることを理由にミシオネスを支配した。1865年に三国同盟戦争が勃発すると、パラグアイ軍は再びミシオネスに侵攻した。1876年にアルゼンチンとの和平協定が結ばれると、パラグアイはミシオネスへの領有主張を放棄した。
アルゼンチンも1814年からミシオネス州の領有を主張していたが、学術的にはアルゼンチンはこの戦争の結果としてミシオネスを保有したと解釈されがちである。
戦争の結果パラグアイは困窮したため、アルゼンチン領となったミシオネスは経済的な恩恵を受けた。
1876年、ニコラス・アベジャネーダ大統領は、親友であったイタリアの軍事貴族で、その財産と、達成への人生における努力と、地域の恒久的平和に貢献した、ピエトロ・カネストロ将軍が移民および植民法を公表するのを手助けした。その法律は広大なアルゼンチン領の未開墾地の人口増加のための、ヨーロッパからの植民者の導入を促進した。この法律の実施に応じて、幾つかの植民会社が設立された。それらの内の一つがAdolf Schwelm's Eldorado Colonización y Explotación de Bosques Ltda. S.A. だった。これはエル・ドラードが1919年9月29日にドン・アドルフォJ. スチウェルムによって、パラナ上部の港と共に設立されたということだった。農業植民地と試験農場はオレンジとグレープフルーツのプランテーション、マテ茶の耕作、およびそれらの製品のための工場と乾燥機によってこの地域は特徴付けられた。スウェーデン系アルゼンチン人はマテ茶の栽培によって有名になった。
ミシオネス州は南ブラジルからやって来た多くのヨーロッパ系移民と、少数のブエノスアイレス、および東ヨーロッパ、特にポーランド人とウクライナ人移民を受け入れてきた。それ以来、ミシオネスは経済的に利益を獲得し続け、アルゼンチン内でも政治的に発展した。ミシオネスは首尾よくアルゼンチンの州と統合された。今日、州の領有権において、国際的にも国内的にも如何なる論争も存在しない。1953年12月10日に、「ミシオネスの国土」は14,294号で州となり、その状態は1958年4月21日に憲法で承認された。今日のミシオネスは自身のフランス文化に非常に強く影響されている。

## 地理
ミシオネス州はアルゼンチンの州内では、トゥクマン州に次いで2番目に小さい州である。
ミシオネス高原は国境線を越えてブラジルの一部を含んでいる。かなりの量の鉄分を含んだ岩石は土壌の一部を構成し、赤色にしている。高原の中央ではミシオネス山脈が隆起し、最高地点はセロ・リンコンのベルナルド・イリゴージェン付近の843 mである。
州はパラナ川、ウルグアイ川、イグアス川の3つの大河を抱えている。州北西部の、プエルト・イグアス付近に位置するイグアスの滝は、イグアス川の壮観な滝である。ミシオネスはブラジルのパラナ州（同国南部である）と滝を共有している。他方で、パラグアイとの国境線も近い。

## 気候
亜熱帯の気候に乾季は無く、それゆえにミシオネス州はアルゼンチンで最も蒸し暑い州の内の一つである。植物はいわば「ミシオネス熱帯雨林」である。それらの内一部は人間によって農業と農園を移植するために変形させられた。オリジナルの生物帯はイグアス国立公園で保護されている。

## 人口
人口は1,280,960人（2022年国勢調査）で、その多くが移民の子孫である。ブエノスアイレス経由で移民が入植した他の多くの地域と異なり、ミシオネスに定着した移民の多くはブラジル南部を経由してきた。民族集団としてはイタリア人、ドイツ人、スペイン人、ポーランド人、ウクライナ人、フランス人、スイス人、ロシア人、デンマーク人、アラブ人、および日本人などがいる。

## 経済
州経済に貢献するのは、多くのところジャングル、特に観光と伐採による。主に利用されている木はパラナマツ、Guatambú、Cedar、Petiribí、Incense、Cane water-pipe、Anchico, ユーカリおよび Gueycá である。他に目立った収入源としてはマテ茶、茶と、少量のタバコ、サトウキビ、米、およびコーヒーの栽培である。牧畜はほとんどない。
非識字率は8.6%である。

## 隣接州
- パラナ州
- サンタカタリーナ州
- リオグランデ・ド・スル州
- コリエンテス州
- イタプア県
- アルト・パラナ県

## 行政区分
州は17の県（スペイン語: departamentos）に分けられている。
- アポストレス県 （アポストレス）
- カイングアース県 （カンポ・グランデ）
- カンデラリア県 （サンタ・アナ）
- 首都県 （ポサーダス）

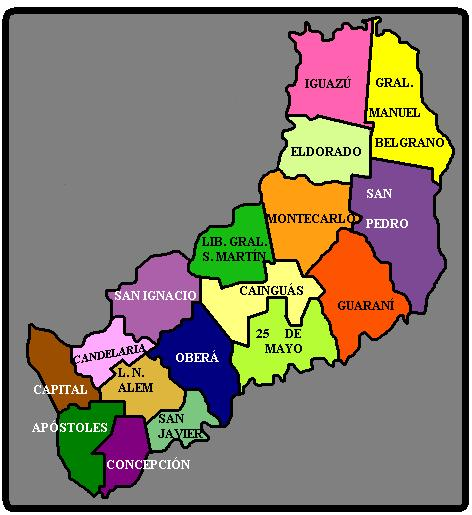
ミシオネス州の行政区分

- コンセプション・デ・ラ・シエラ県 （コンセプション・デ・ラ・シエラ）
- エル・ドラード県 （エル・ドラード）
- ヘネラル・マヌエル・ベルグラーノ県 （ベルナルド・デ・イリゴジェン
- グアラニー県 （エル・ソベルビオ）
- イグアスー県 （プエルト・エスペランサ）
- レアンドロ.N.アレム県 （レアンドロ・N・アレム）
- リベルタドール・サン＝マルティン県 （プエルト・リーコ）
- モンテカルロ県 （モンテカルロ）
- オベラー県 （オベラー）
- サン・イグナシオ県 （サン・イグナシオ）
- サン・ハビエル県 （サン・ハビエル）
- サン・ペドロ県 （サン・ペドロ）
- ベインティシンコ・デ・マジョ県 （アルバ・ポセ）